# Společně pro budoucnost
Společně pro budousnost (italsky Insieme per il Futuro, zkratka IpF) byla italská středová politická strana, založená v červnu 2022 ministrem zahraničí Luigim Di Maiem, který opustil Hnutí pěti hvězd. Strana se v rámci koalice Občanský závazek zúčastnila parlamentních voleb v říjnu 2022, ve kterých ale propadla a nezískala ani jednoho poslance. Následně IpF ukončila činnost.
Navzdory Di Maiově původně vedoucí pozici v levicově populistickém Hnutí pěti hvězd (M5S) v letech 2017-2020, které pod jeho vedením zastávalo antiestablishmentové a euroskeptické postoje, se jeho nová formace profilovala proevropsky, středově, a vůči populismu se vymezovala.

## Historie

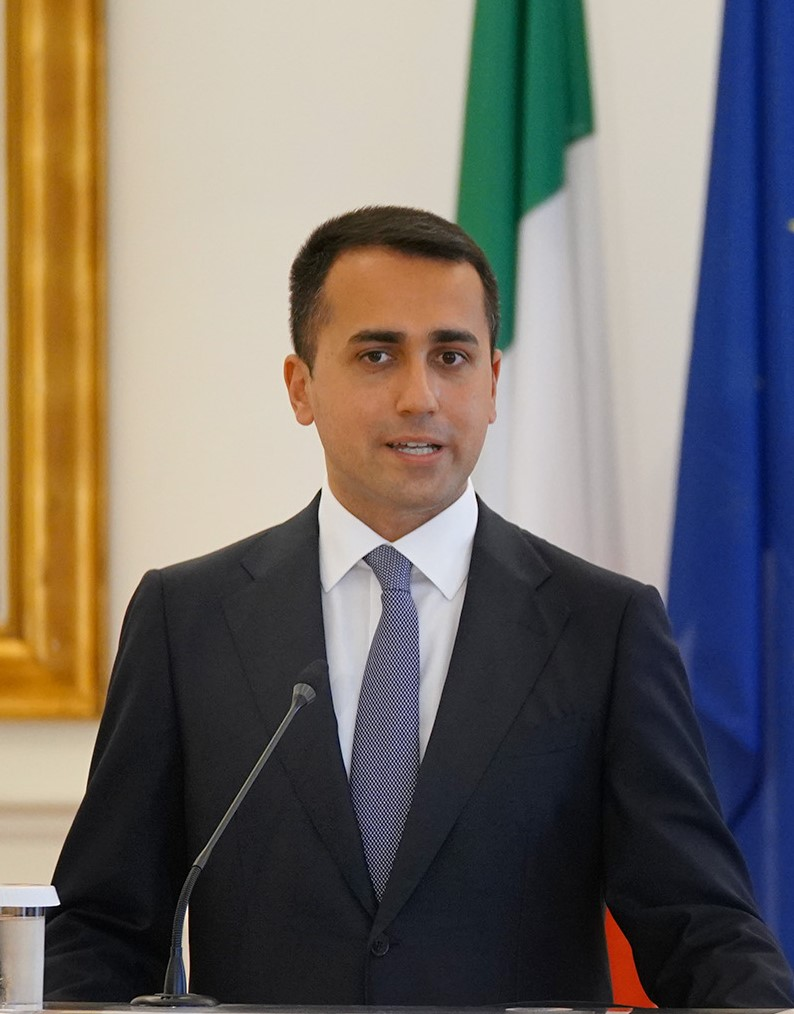
Lídr strany Luigi Di Maio.

### Založení
Luigi Di Maio je od roku 2019 ministrem zahraničí Itálie, od roku 2017 byl též lídrem Hnutí pěti hvězd, které se pod jeho vedením stalo po parlamentních volbách 2018 nejsilnější italskou politickou stranou. V lednu 2020 nicméně v reakci na vnitrostranické spory na funkci lídra hnutí rezignoval.
Po zvolení Giuseppa Conteho do čela hnutí v srpnu 2021 se začaly mezi ním a Di Maiem projevovat rozpory. Ty vyvrcholily v červnu 2022, kdy Di Maio hnutí opustil a ohlásil založení nové strany - Společně pro budoucnost. Jako bezprostřední důvod odchodu uvedl odpor Conteho k dodávkám zbraní Ukrajině na obranu před ruskou invazí. Spolu s ním do jeho nové formace odešlo asi 50 poslanců a 10 senátorů, v Senátu utvořili společnou skupinu s malou centristickou stranou Demokratický střed (CD).

### Vládní krize a volby 2022
V červenci 2022 Hnutí pěti hvězd odstartovalo vládní krizi, když v Poslanecké sněmovně hlasovalo proti vládě. V reakci na to podal premiér Mario Draghi demisi a byly vyhlášeny předčasné volby na září 2022. Luigi Di Maio naproti tomu patřil k silným zastáncům Draghiho a jeho politiky; postup Conteho a M5S ostře kritizoval.
Na začátku srpna 2022 Di Maio a lídr Demokratického středu Bruno Tabacci oznámili vytvoření aliance Občanský závazek (IC), která se v rámci Středolevicové koalice zúčastní parlamentních voleb v září 2022. Aliance zahrnovala IpF a CD. Ve volbách ale IC získal jen 0,6 procenta hlasů a jednoho poslance, kterým byl zvolen Tabacci. V reakci na volební neúspěch strana ukončila činnost.

## Volební výsledky

### Poslanecká sněmovna
| Volby | Hlasy      | Hlasy      | Mandáty | Mandáty | Pozice | Postavení |
| Volby | Počet      | %          | Počet   | ±       | Pozice | Postavení |
| ----- | ---------- | ---------- | ------- | ------- | ------ | --------- |
| 2022  | Součást IC | Součást IC | 0/400   | ▼       | ▼      | –         |

### Senát
| Volby | Hlasy      | Hlasy      | Mandáty | Mandáty | Pozice |
| Volby | Počet      | %          | Počet   | ±       | Pozice |
| ----- | ---------- | ---------- | ------- | ------- | ------ |
| 2022  | Součást IC | Součást IC | 0/200   | ▼       | ▼      |